# Victor Fassin
Victor Fassin, né le 19 août 1826 à Liège, où il est mort le 1er décembre 1906 est un peintre belge. Il aussi professeur à l'Académie royale des beaux-arts de Liège de 1883 à 1893.

## Biographie
Formé par Barthélemy Vieillevoye et Auguste Chauvin à l'académie des beaux-arts de Liège (1842-1851), il séjourne à Paris, puis à Rome (1855-1860) grâce à une bourse de la fondation Lambert Darchis,. Il est également professeur de dessin à la classe des demoiselles à l'Académie royale des beaux-arts de Liège de 1883 à 1893.
Il décède à Liège le 1er décembre 1906.

## Œuvres
- Le Bon Samaritain, au Musée de l'Art wallon, à Liège[4].